# Georgius van Os

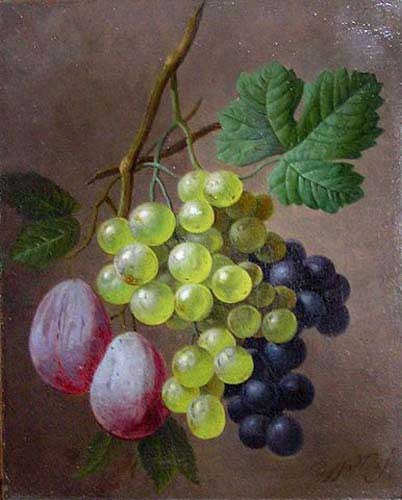
Georgius van Os: Ett stilleben med druvor och plommon.

Georgius Jacobus Johannes van Os, född den 20 november 1782 i Haag, död den 11 juli 1861 i Paris, var en holländsk målare, son till Jan van Os, bror till Pieter Gerardus van Os och farbror till Pieter Frederik van Os.
van Os var sin fars lärjunge, men fortsatte som blomstermålare och utförde illustrationerna till Flora batava av Jan Kops. År 1810 slog han sig ned i Amsterdam och började måla i olja med stor framgång samt tog Huysum till förebild. Han begav sig 1812 till Paris, där han målade för porslinsfabriken i Sévres, utan att dock lämna oljemåleriet.